# 三野町 (香川県)
三野町（みのちょう）は、香川県三豊市に存在する地区。また、かつて、香川県三豊郡にあった町。この記事では自治体時代の三野町、現在の三豊市三野地区（三野支所管内）の両方について記述する。

## 地理
香川県の西部に位置している。備讃瀬戸に面し、大麻山系を境に中讃広域圏に接している。気候は瀬戸内海式気候で穏やかである。

## 歴史
- 1955年4月1日　下高瀬村、大見村、吉津村が合併し三野村（みのむら）となる。
- 1961年9月1日　町制施行により三野町と改称。
- 2006年1月1日　周辺の6町と合併し、三豊市となる。

## 産業・特産品
- ハーブ
- 鳥坂まんじゅう

## 姉妹都市・提携都市

### 海外
- エバンズビル市（アメリカ合衆国インディアナ州）1991年友好都市提携
- ユナディラ町（アメリカ合衆国ニューヨーク州オディゴ郡）1995年8月友好都市提携
- フロランヴィル町（ベルギー王国リュクサンブール州）1995年9月友好都市提携
- 三原県（中華人民共和国陝西省）2002年5月友好都市提携

## 医療・福祉
- 三野保育所

## 教育

### 幼稚園
- 下高瀬幼稚園
- 吉津幼稚園
- 大見幼稚園

### 小学校
- 下高瀬小学校
- 吉津小学校
- 大見小学校

### 中学校
- 三豊市立三野津中学校

## 交通

### 鉄道
- 四国旅客鉄道
  - 予讃線
    - 津島ノ宮駅 - （この間詫間地区） - みの駅
津島ノ宮駅は津嶋神社の夏の大祭に合わせて1年に2日間（8月4日のほぼ終日と8月5日の8時ごろ - 15時30分ごろ）しか営業しない臨時の駅。大正4年に設置。時刻表に載るのは6月号 - 8月号のみ。

### 道路
- 高速道路
  - 高松自動車道 - 三豊鳥坂インターチェンジ
- 国道
  - 国道11号
- 県道
  - 主要地方道
    - 香川県道21号丸亀詫間豊浜線（さぬき浜街道）
    - 香川県道23号詫間琴平線
    - 香川県道48号善通寺詫間線

  - 一般県道
    - 香川県道220号大見吉津仁尾線
    - 香川県道221号宮尾高瀬線
    - 香川県道222号下高瀬高瀬線

## 名所・旧跡・観光スポット・祭事・催事
- 道の駅ふれあいパークみの
- 弥谷市 – 毎年春分の日に行われる
- 津嶋神社
- 高永山本門寺

### 四国八十八箇所霊場
- 71番 剣五山千手院弥谷寺

## 出身有名人
- 要潤 - 俳優。
- 桃田賢斗 - バドミントン日本代表選手。